# Аульський плацдарм
Аульський плацдарм був зайнятий військами Степового та Південно-Західного фронтів на правому березі Дніпра поблизу села Аули Криничанського району Дніпропетровської області.

## Перебіг боїв
У ніч з 25-го на 26 вересня 1943 року передові підрозділи 46-ї армії приховано переправляються з району сіл Військове — Вовніги через Дніпро та захоплюють плацдарм, котрий мав по фронту до 1 кілометра по фронту та вглиб до 700 метрів. Другий загін висадився біля села Петро-Свистунове.
Шість розвідників на чолі з Сергієм Шпаковським двома човнами переправилися на східний берег Дніпра в районі сіл Аули і Сошинівка Верхньодніпровського району. Групі Шпаковського вдалося знищити нацистську бойову охорону на березі і увірватися в Сошинівку у той час, коли почала переправлятися стрілецька рота, німецькі сили в селі були вбиті, Шпаковський учергове раз отримав поранення, залишився на плацдармі, згодом вдостоєний звання Героя СРСР.
Протягом ночі з 26 на 27 вересня на плацдарм перекидаються головні сили 236-ї стрілецької дивізії, та відразу починають в атаку, у ході якої нацистські сили були вибиті із Сошинівки (нині село є зниклим) й до 5-ї години ранку зайняли село Церкву. Таким чином плацдарм було розширено у напрямі до Церкви на 2 кілометри — до північної окраїни, та вглиб на 1,5 км — до Сошинівки. Протягом доби дивізія вела запеклі бої за розширення плацдарму, було відбито 6 контратак, та при кінці дня залишилася на вихідному рубежі.
Уночі з 27 на вересня на плацдарм через Дніпро переправляється 31-ша стрілецька дивізія (командував полковник Костянтин Кирюшин). Її наступ на Аули значно полегшив становище 236-ї стрілецької дивізії на лівому фланзі.
28 та 29 вересня на плацдармі відбувалися бої із більшою напруженістю, було відбито численні німецькі контратаки та до настання темряви другого дня радянські війська самій йдуть в наступ і дещо покращують своє становище, просунувшись вглиб до 0,5 кілометра.
Протягом 1-го та 2 жовтня відбувалося з обидвох сторін перегрупування, уся дивізійна артилерія була переправлена на правий берег Дніпра; лише на окремих напрямах точилися бої за збільшення плацдарму — він сягнув вглиб 4 кілометрів, це дало змогу будувати біля Сошинівки понтонний міст для переправи армійських частин.
Від 3-го по 6 жовтня радянські сили намагалися розвинути наступ, однак без особливих успіхів, по чому переходять до оборони. Приблизна загальна площа зайнятого плацдарму склала 35 кілометрів квадратних.
22 жовтня після збільшення сил радянські війська — 353-тя стрілецька дивізія (командир — Федір Колчук) починають наступ з плацдарму та займають місто Верхньодніпровськ, а 25-го — Дніпродзержинськ.

## Вшанування
По спогадах свідків тих подій, серед десантників переважали чорнопіджачники.
Генерал Василь Глаголев за успішні бої на Аульському плацдармі вдостоєний звання Героя СРСР, командир 236-ї стрілецької дивізії полковник Іван Фесін — нагороджений другою Золотою Зіркою.
22 вояки 236-ї стрілецької дивізії за бої на Аульському плацдармі стали Героями СРСР, загалом — 32. Серед героїв, зокрема
- Авраменко Василь Максимович — знищив 2 танки та застрелив ряд вояків противника,
- Андреєв Семен Олексійович (посмертно), гвардії сержант,
- Веселов Василь Іванович (посмертно), гвардії сержант,
- Величай Михайло Лукич (посмертно), майор,
- Галімов Вахіт Газізович (посмертно), гвардії старший сержант, снайпер,
- Гітман Лев Олександрович (в 1950-х був оббріханий, позбавлений усіх нагород та ув'язнений),
- Дегтярьов Олександр Ілліч (посмертно, помер в госпіталі), рядовий,
- Дербушев Федір Михайлович, червоноармієць,
- Древаль Василь Тимофійович — заступник командира батальйону з політичної частини 78-го гвардійського стрілецького полку 25-ї гвардійської стрілецької дивізії,
- Дурнов Іван Олексійович, сержант,
- Завірюха Миколай Андрійович (посмертно) — відбив п'ять контратак, знищивши з артилеристами і кулеметниками до 2-х батальйонів піхоти, підбито 4 танки,
- К. Ф. Зайцев, рядовий,
- Зачиняєв Петро Спиридонович (посмертно), лейтенант,
- Клочков Яків Тимофійович (посмертно) — майор, командир 100-го окремого моторизованого понтонно-мостового батальйону,
- Косенков Іван Васильович, сержант,
- Кувін Іван Іванович (посмертно), червоноармієць,
- Макридін Олександр Васильович, комсорг батальйону 1118-го стрілецького полку,
- Орлов Іван Михайлович, підполковник, командир 509-го стрілецького полку,
- Пєтухов Іван Дмитрович, командир батальйону, гвардії капітан,
- Поліщук Іван Михайлович (посмертно) — гвардії майор,
- Потьомкін Олексій Миколайович — майор, начальник штабу 78-го гвардійського стрілецького полку,
- В. Д. Стасик, старшина,
- Стрижаченко Олексій Абрамович — при створенні плацдарму у рукопашному бою забив до 10 нацистів,
- Чайка Олексій Омелянович — розвідник-коригувальник,
- Черняєв Олександр Ілліч — автоматник окремої навчально-стрілецької роти 333-ї стрілецької дивізії 12-ї армії Південно-Західного фронту, рядовий,
- Чижиков Пилип Васильович, гвардії сержант,
- Чижов Сергій Михайлович, гвардії червоноармієць,
- Шпаковський Сергій Петрович, лейтенант,
- Юр'єв Іван Васильович, сержант, командир мінометного розрахунку.

1959 року в селі Сошинівка було встановлено пам'ятник загинулим червоноармійцям, яких зазначалося понад 317.
1984 року на вшанування пам'яті в середній школі села Аули було відкрито музей бойової слави Аульського плацдарму. 7 травня 1985 року на колишньому Аульському плацдармі було урочисто відкрито монумент вшанування радянським воїнам.
25 жовтня 2013 року відбулося врочисте перепоховання останків іще 11 бійців, котрі загинули в часі боїв за Аульський плацдарм.